# Dawa
Dawa (em árabe: دعوة) é o trabalho de divulgação do Islã no mundo e uma obrigação de todo muçulmano no mundo. A pessoa empenhada nessa missão é chamada de dā‘ī.